# Bananen
Die Bananen (Musa), veraltet Paradiesfeigen, sind eine Pflanzengattung in der Familie der Bananengewächse (Musaceae) innerhalb der Einkeimblättrigen Pflanzen (Monokotyledonen). Die etwa 80 Arten stammen alle aus dem tropischen bis subtropischen Asien und westlichen Pazifikraum.
Einige Arten und Hybriden bilden essbare Früchte, von denen die der Dessertbanane (Musa × paradisiaca) für die Nahrungsmittelproduktion angebaut werden.

## Beschreibung

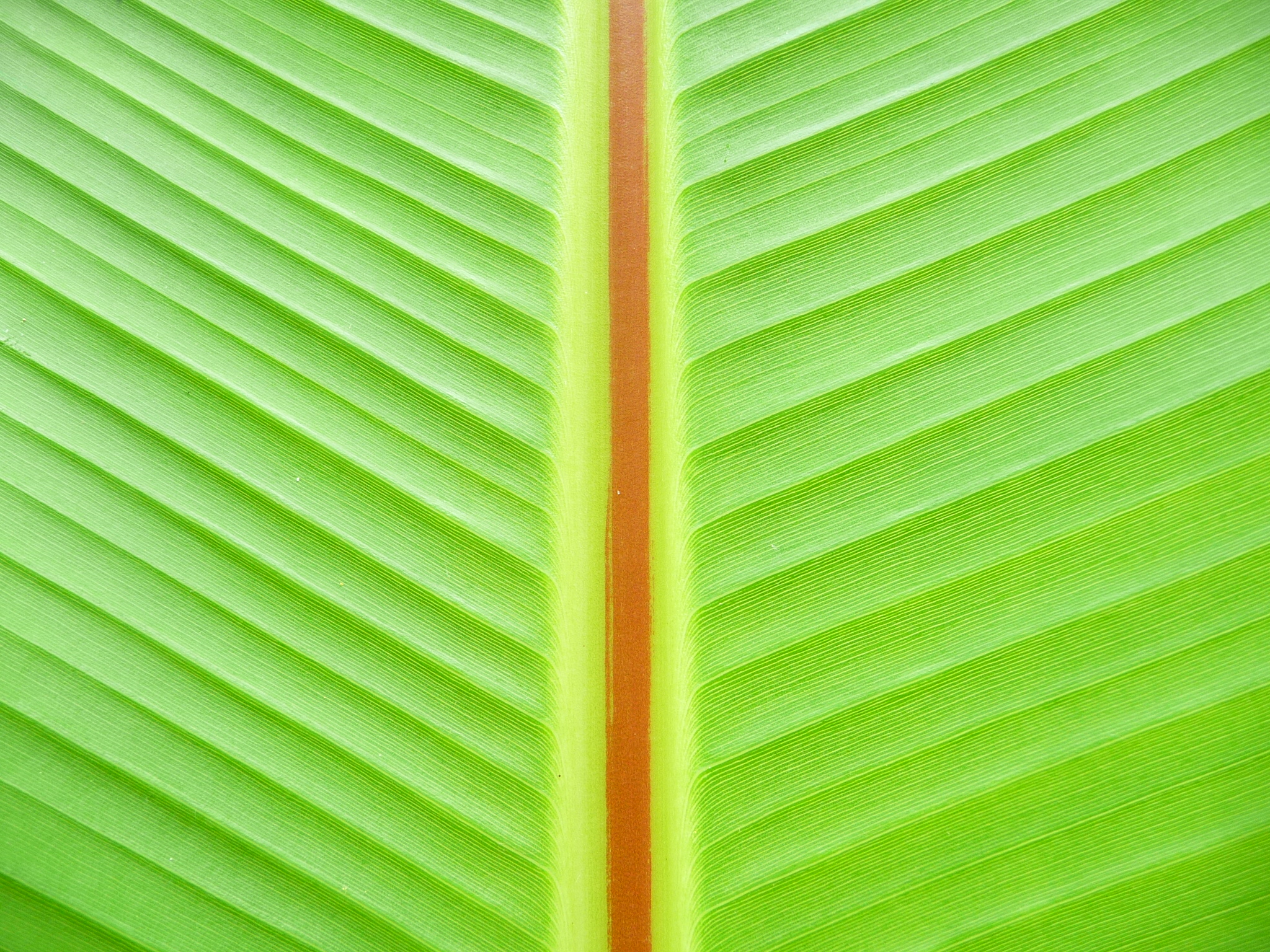
Detail einer Blattspreite mit Mittelrippe und Seitennerven von unten

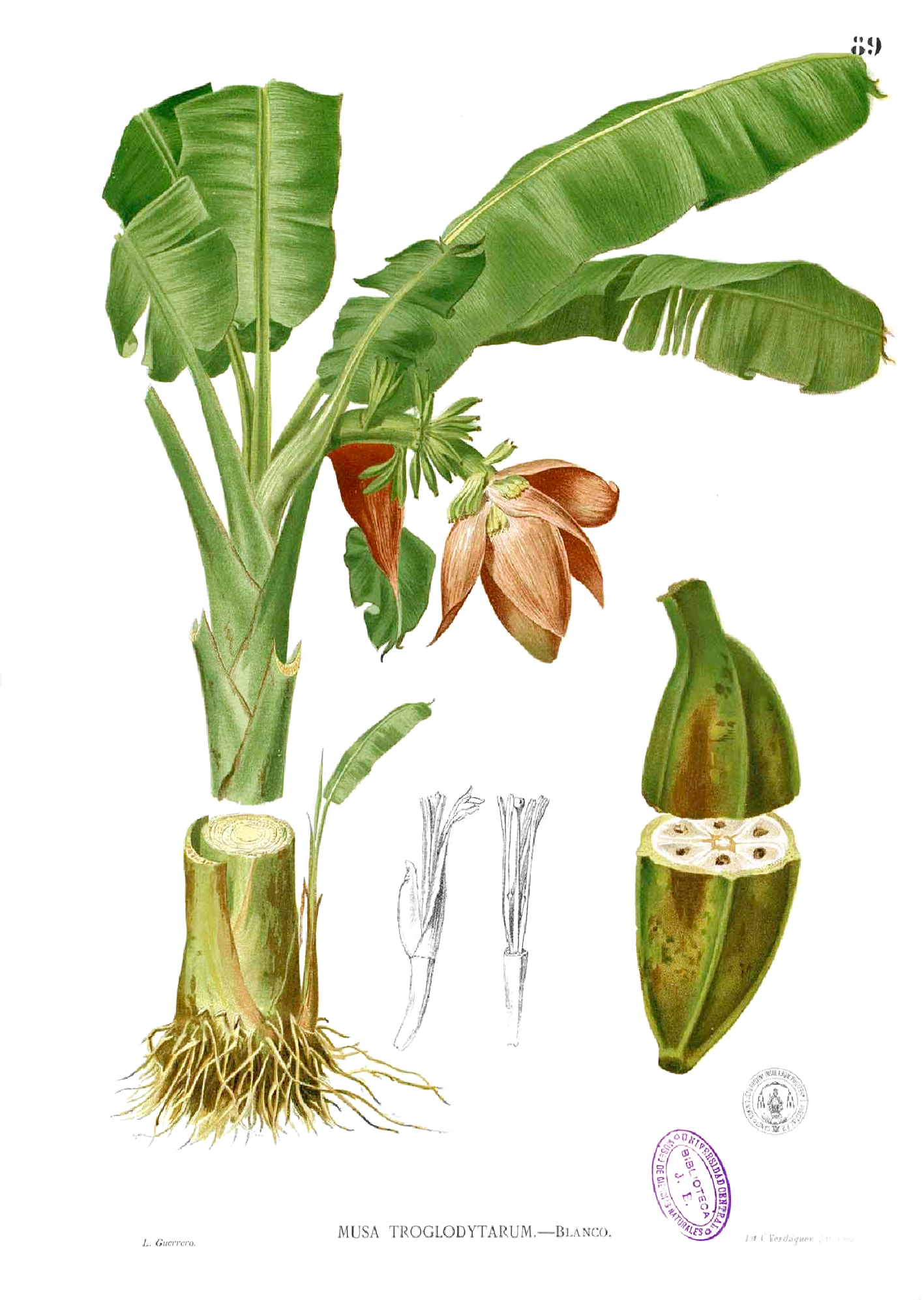
Illustration von Musa troglodytarum

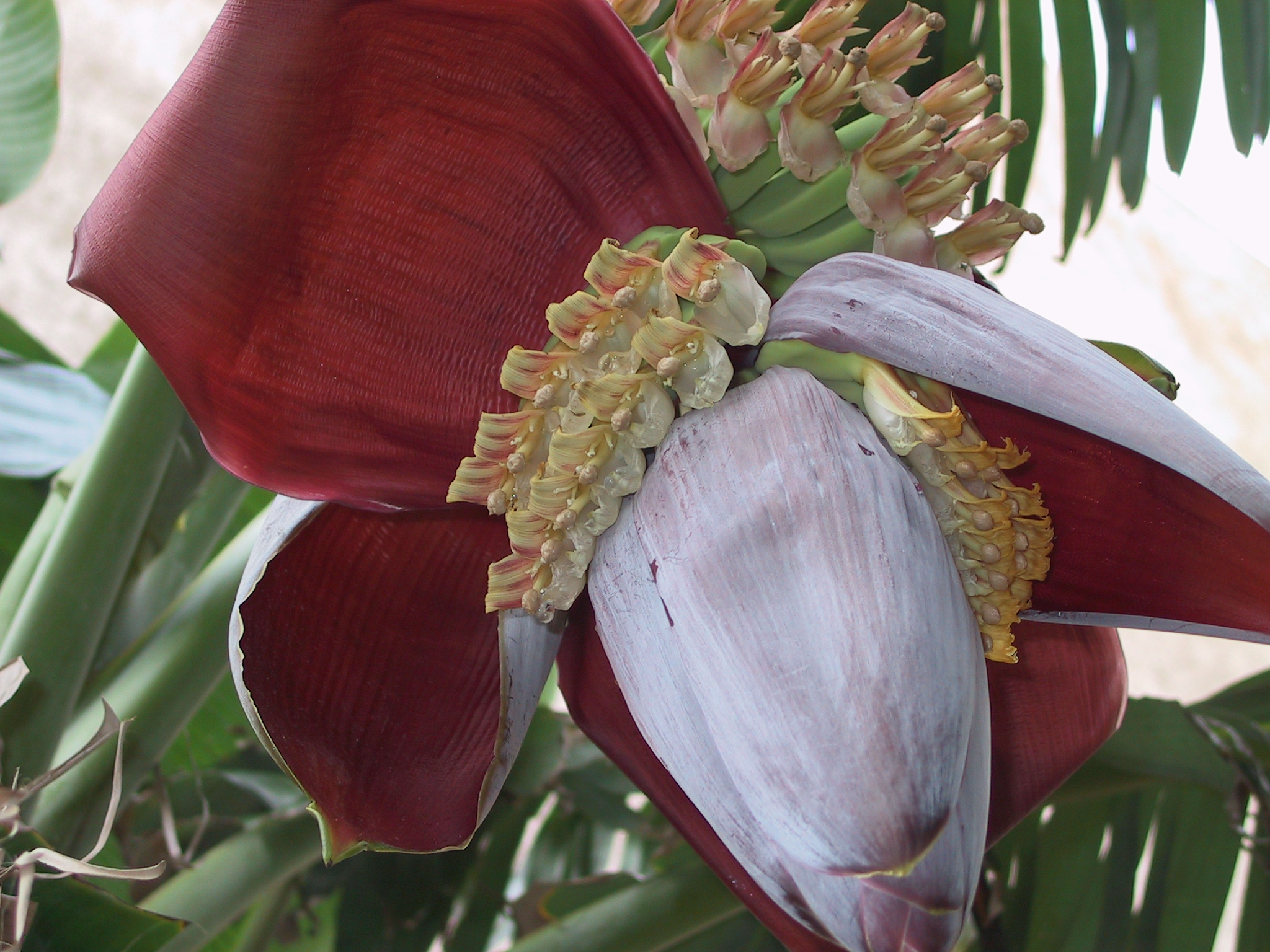
Blütenstand von Musa × balbisiana

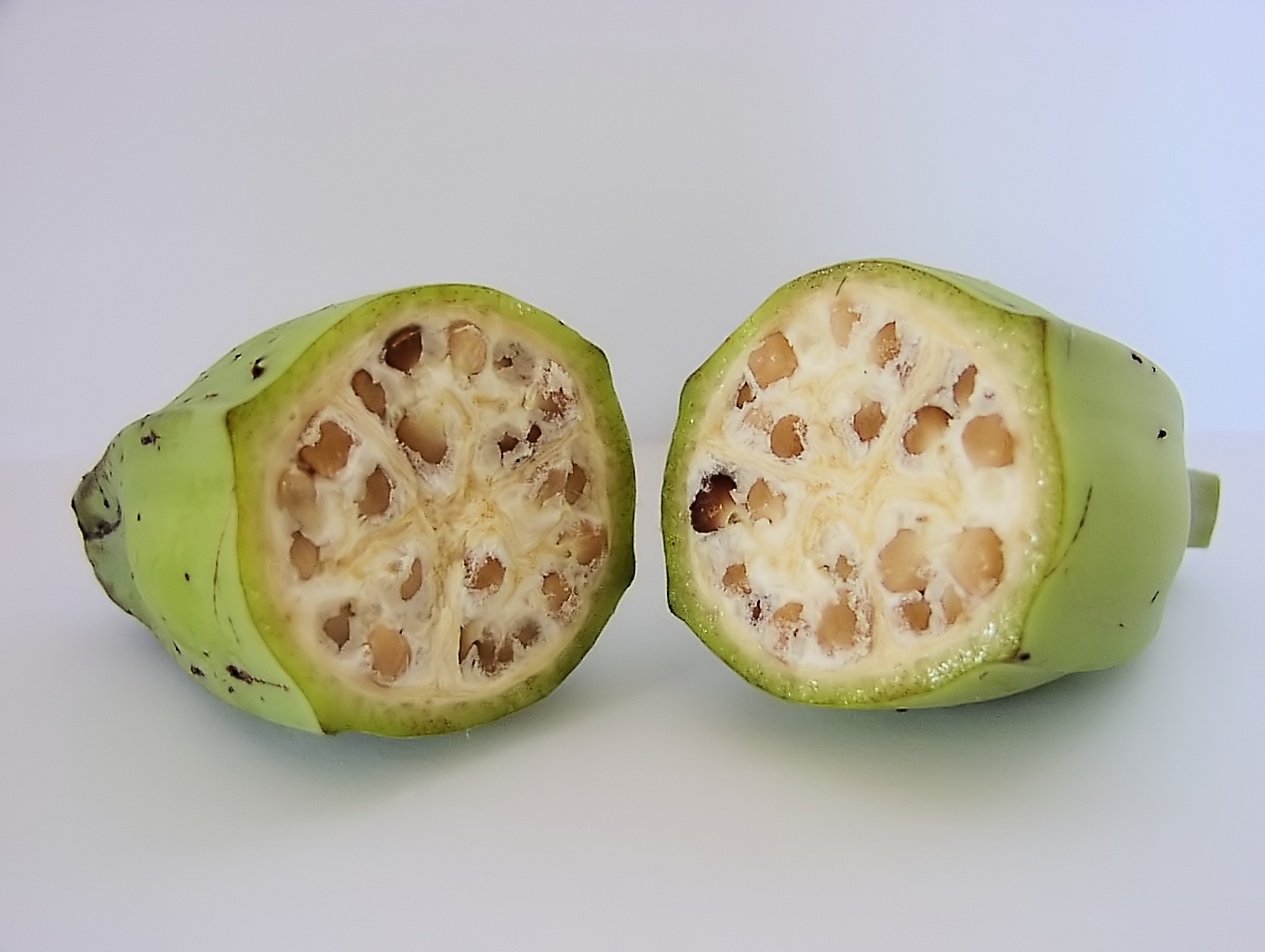
Die Beeren wilder Bananenarten enthalten teils große, harte Samen

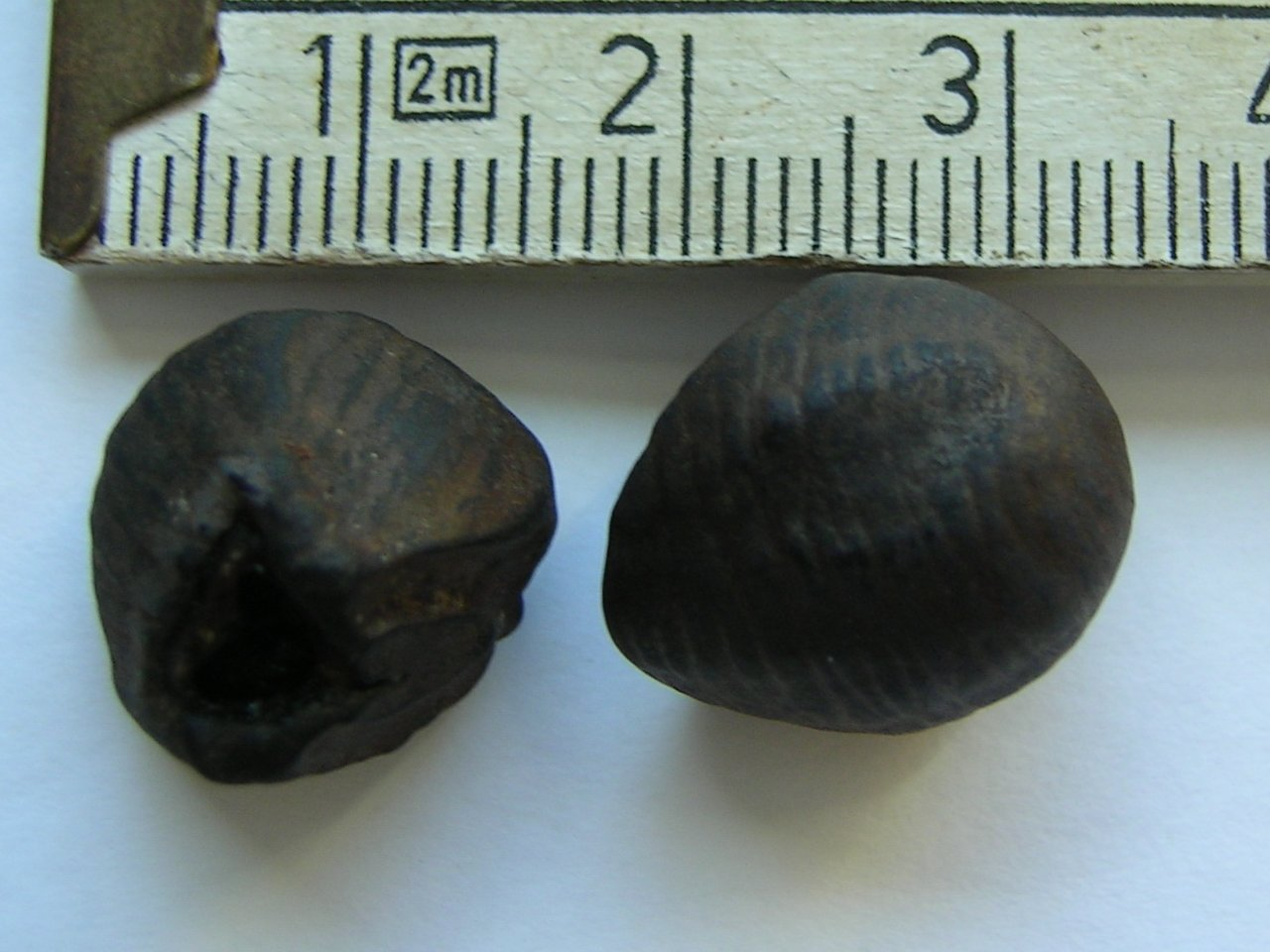
Bananensamen von Zierbananen (Obstbananen dagegen sind steril)

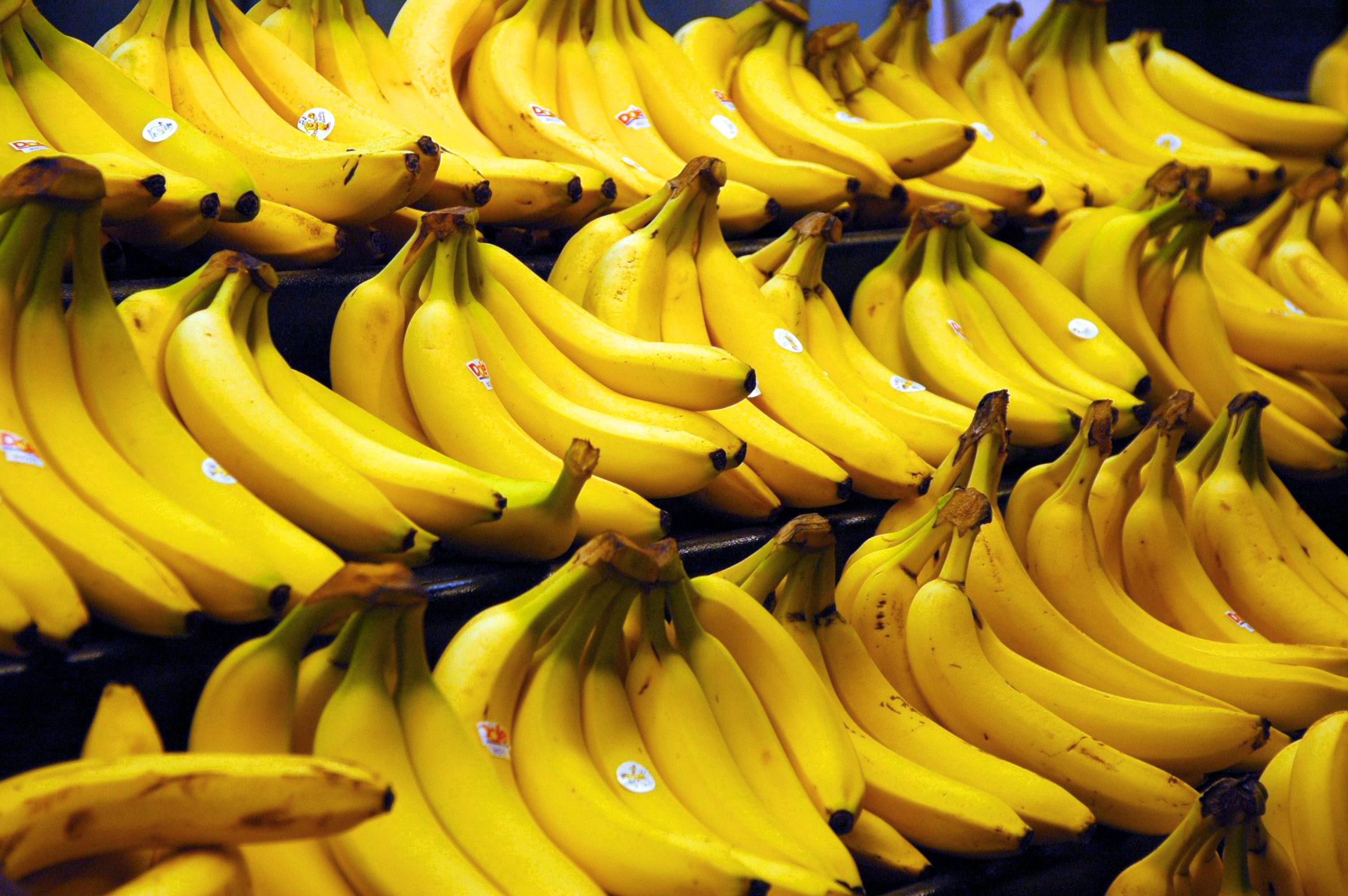
Reife Bananenfrüchte in einem Supermarktregal

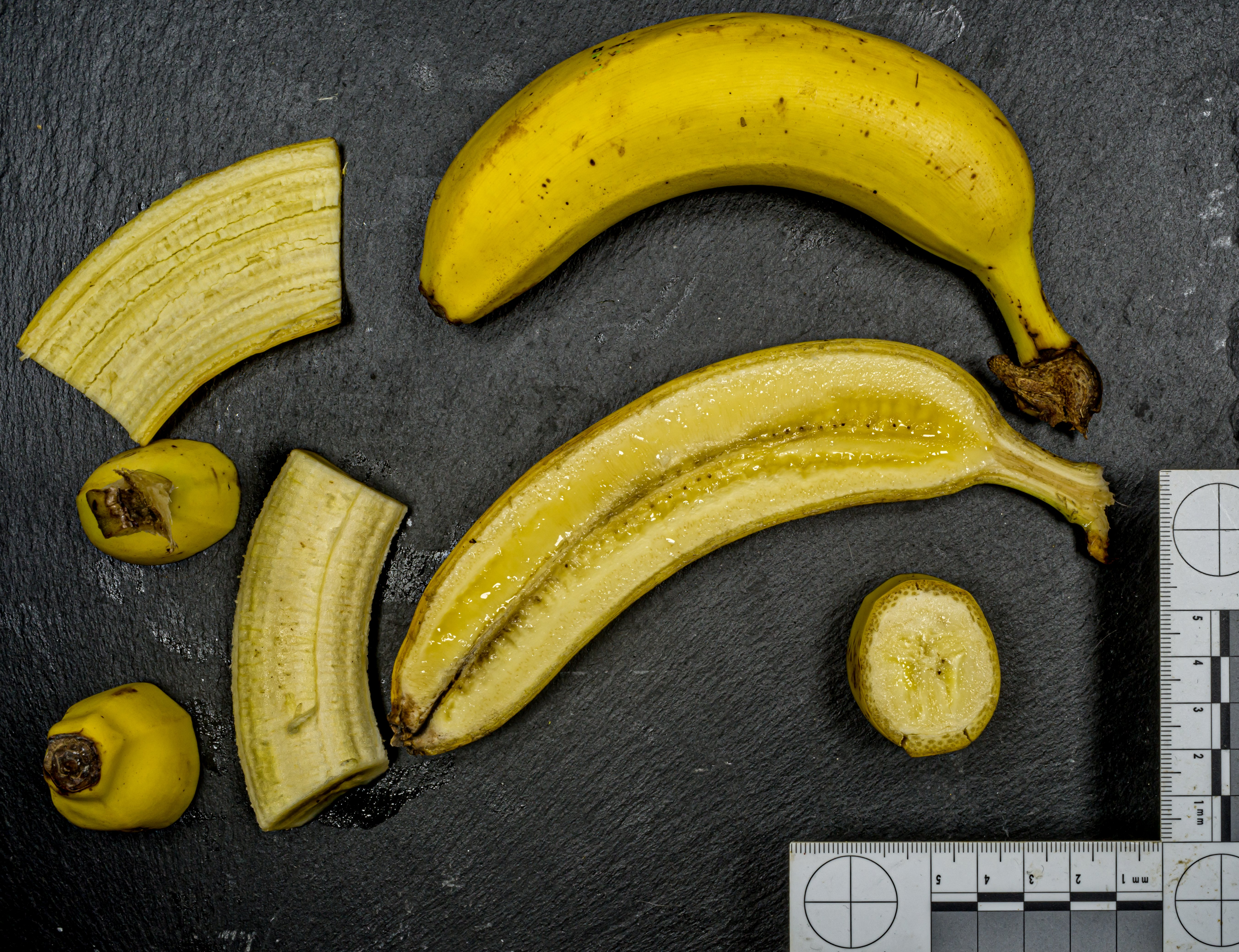
Quer- und Längsschnitte durch Bananen

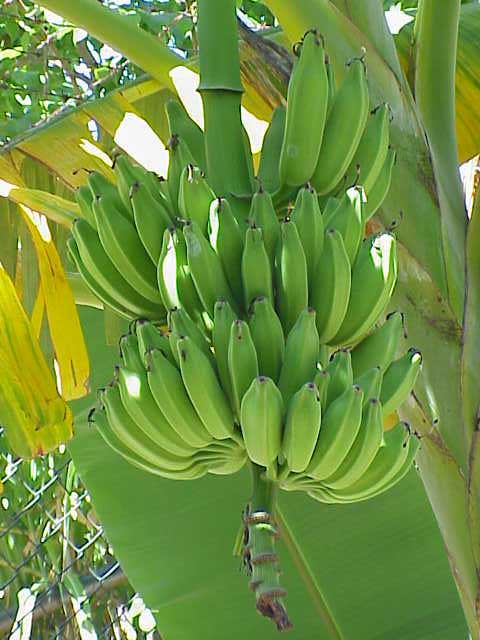
Fruchtstand an der „Staude“

### Erscheinungsbild und Blätter
Musa-Arten und -Sorten sind immergrüne, ausdauernde, krautige Pflanzen. Unterirdisch besitzen sie ein Rhizom, aus dem Ausläufer treiben. Die eigentliche Sprossachse bleibt bis zur Blütezeit sehr kurz. Der „Stamm“ ist ein aus den massiven Blattstielen bzw. Blattscheiden bestehender, nicht verholzender Scheinstamm mit in der Mitte einem echten Stamm. Er wird mindestens einen halben Meter, meist aber drei bis zehn Meter hoch. An der Basis kann er etwas verdickt sein. Die großen, einfachen, ganzrandigen Laubblätter sind in der Knospenlage gerollt: Wie auch bei der Schwestergruppe der Strelitziaceae zeigen die Laubblätter convolute Vernation (gerollte Knospenlage). Sie sind deutlich in Blattstiel und Blattspreite gegliedert. Die Blattspreite ist länglich oder länglich-elliptisch geformt, sie erreicht eine Länge von zwei bis drei Metern bei einer Breite von 30 bis 60 Zentimetern. Ältere Blätter sind oft mehrfach bis zur Mittelrippe eingerissen. Die Blätter werden besonders in der südostasiatischen Küche gern zum Einwickeln von Speisen verwendet, die dann darin gegrillt oder gekocht werden.

### Blütenstände und Blüten
Der endständige Blütenstand hängt meist über, manchmal steht er jedoch auch aufrecht. Er ist meistens mit zahlreichen grünen, braunen oder rot-violetten spathaförmigen Hochblättern besetzt, die nach und nach abfallen. An der Unterseite eines jeden Hochblatts befinden sich mehrere Blüten in einer oder zwei Reihen. An der Basis des Blütenstandes sind die, von einem Hochblatt umgebenen Blüten weiblich (mit verkümmerten Staubblättern), zum Ende des Blütenstandes hin befinden sich schnell verblühende, röhrenförmige männliche Blüten mit fünf Staubblättern im sogenannten „Bananenherz“ (Glocke), einer großen herabhängenden farbigen Knospe. Die männlichen Blüten sind, in den von mehreren Hochblättern gebildeten Schichten (Knospe), in Reihen angeordnet, in der Knospenmitte befindet sich ein weißlicher Kern (das Herz). Fünf der sechs farbigen, gezahnten, gelappten Blütenhüllblätter der Blüten sind zu einer Röhre verwachsen, die an einer Seite bis zum Grund aufreißt. Der dreikammerige Fruchtknoten ist unterständig. Zwittrige Blüten können zwischen den weiblichen und männlichen Blüten stehen. Die strukturell dreizähligen Blüten werden oft durch Fledertiere bestäubt (Chiropterophilie).

### Fruchtstände, Früchte und Samen
Der Fruchtstand von Bananen wird als „Büschel“ bezeichnet. Ein „Büschel“ kann aus 6 bis 19 sogenannten „Händen“ bestehen, welche die einzelnen Reihen eines Büschels umfassen. Die einzelnen Früchte, die botanisch zu den Beeren gehören, werden meist 20 bis 35 Zentimeter lang und auch als „Finger“ bezeichnet. Sie sind länglich geformt, meist gekrümmt, im Querschnitt leicht kantig. Die Krümmung entsteht aufgrund des negativen Gravitropismus. Jede „Hand“ eines „Büschels“ enthält etwa 10 bis 20 „Finger“.
Bei Wildformen werden nach der Befruchtung in der Beere viele Samen gebildet. Bei parthenokarpen Kulturformen entwickeln sich keine Samen. Die Samen sind unregelmäßig kugelig bis linsenförmig.
Die meisten Arten sind monokarp, sterben also ab, nachdem sie gefruchtet haben. In der Regel haben sich aber am Wurzelknollen Kindel gebildet, so dass die Pflanze ausdauernd ist.

### Chromosomensätze
Je nach Sektion beträgt die Chromosomengrundzahl x = 10 oder 11. Bei den Wildformen ist meist Diploidie vorhanden. Kulturformen weisen andere Ploidiegrade, beispielsweise Triploidie auf.

### Schädlinge
Auf den Staudenblättern der Dessertbanane breitet sich der Pilz Black sigatoka aus, weshalb industriell betriebene Bananenplantagen einmal pro Woche mit Fungiziden besprüht werden.

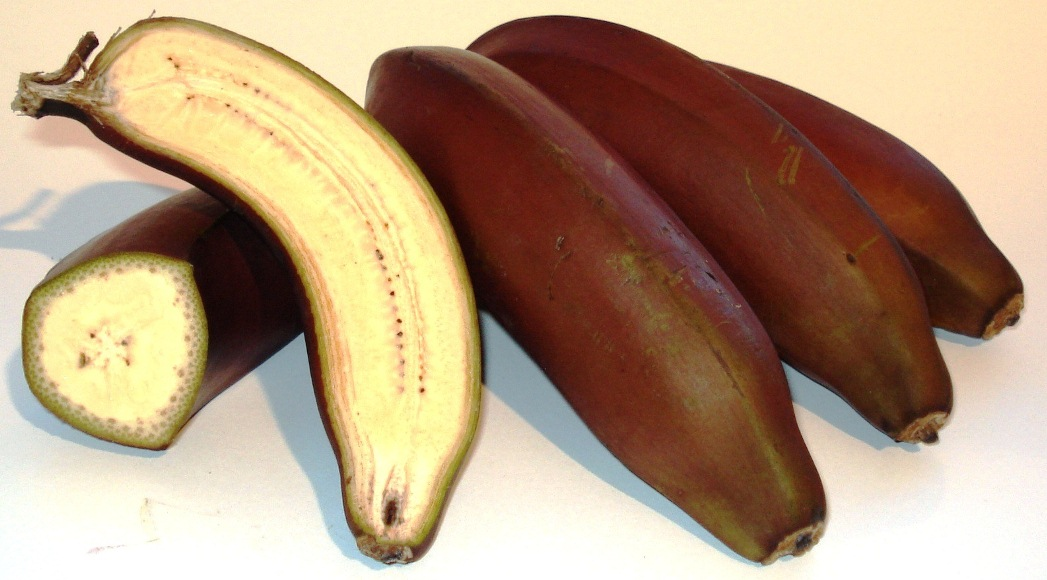
Rote Bananen (ein triploider Kultivar von Musa acuminata), die wie die übrigen Dessertbananen für den Frischverzehr verwendet werden

## Nutzung

### Nahrungsmittel

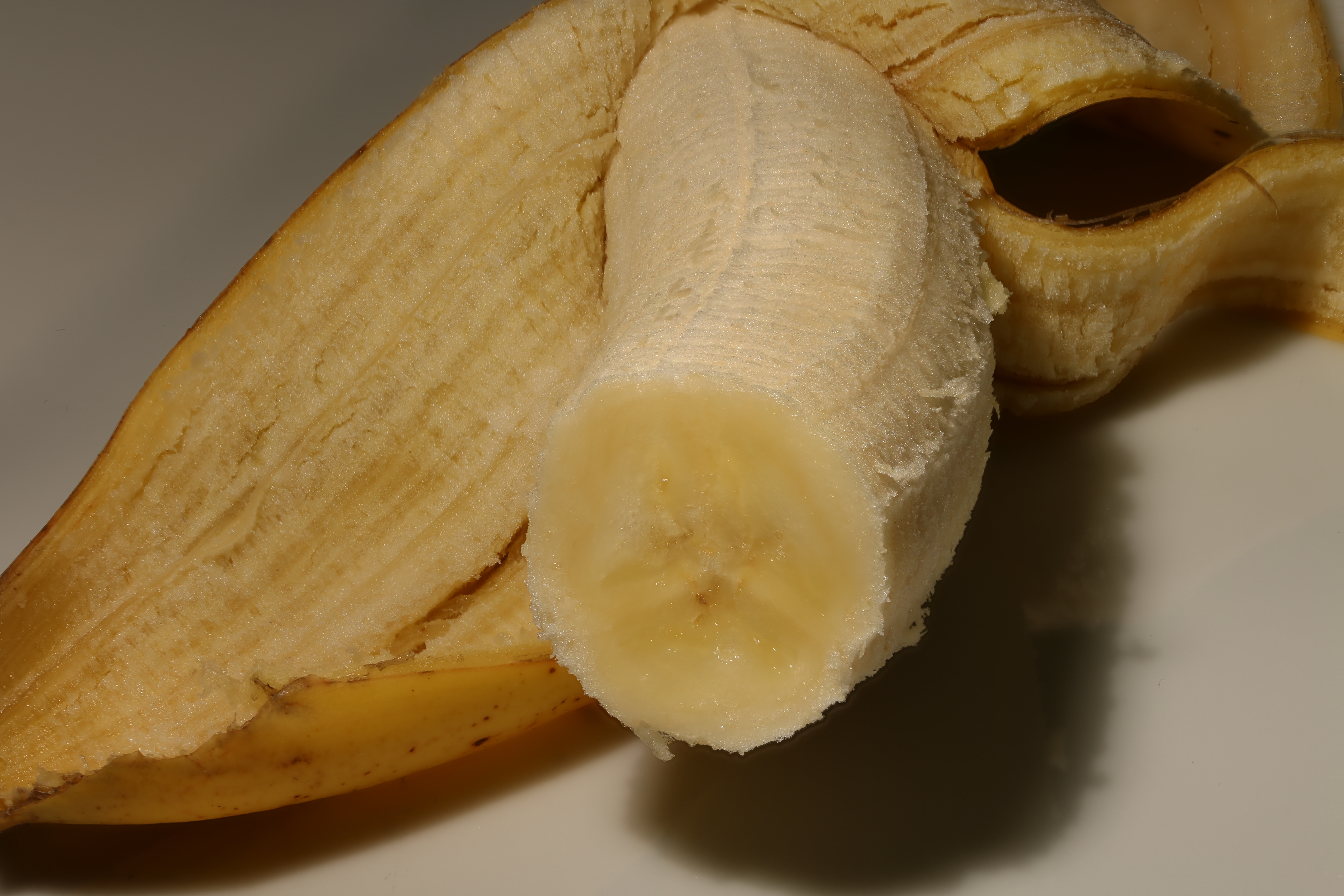
Aufgeschnittene Banane

Das Fruchtfleisch vieler Sorten der Musa × paradisiaca und anderer Hybriden ist essbar. Die Zuchtbananen bringen es heute zusammen auf über 1000 Kreuzungen und Varianten.
Im Vergleich mit anderen Obstsorten enthalten die herkömmlichen Zuchtbananen viel Fruchtzucker, also viele Kohlenhydrate und deshalb viel Nahrungsenergie. Dennoch sind Bananen neben den Äpfeln das beliebteste Obst der Deutschen. Eine Umfrage aus dem Jahr 2015 besagt, dass der Durchschnittsbürger in Deutschland pro Jahr ca. 12 Kilogramm Bananen verzehrt. Trotz des hohen Anteils des Einfachzuckers Fruktose (Monosaccharid) ist in der Ernährungswissenschaft aber nach wie vor unumstritten, dass die Hybriden der Musa x paradisica gesund sind.
Der hohe Anteil an Kalium, Antioxidantien und Vitamin C begünstigt die Muskelfunktionen, hemmt Entzündungsherde und reguliert die Stoffwechselprozesse. Weltweit stellen Bananen gerade in Schwellenländern einen großen Teil des Grundumsatzes und des Vitaminbedarfs sicher.
Neben den mehlig-süßen Dessertbananen sind auch Kochbananen eine bedeutende Nahrungsquelle. Ihr weißlich-gelbes Fruchtfleisch, das im Geschmack mild bis leicht säuerlich ist, ist nicht zum Rohverzehr geeignet. Es wird sowohl gekocht als auch gebacken oder gegrillt. Ferner werden auch Bananenblüten (auch als „Bananenherzen“ bezeichnet) in der südostasiatischen Küche als Frucht verwendet, während Bananenblätter oft als eine Art Serviertablett oder geschmackstragende Back- und Grillhülle dienen.
Essbar ist auch das „Bananenherz“, sowohl der fleischige, weißliche Kern (das Herz) als auch die Hochblätter und die Blüten.

### Textilien
Von den in Indonesien verbreiteten Faserbananen (Musa textilis), Abacá genannt, werden die sogenannten Manilafasern der Blattscheiden zu Netzen, Tauwerk und Garnen verarbeitet.

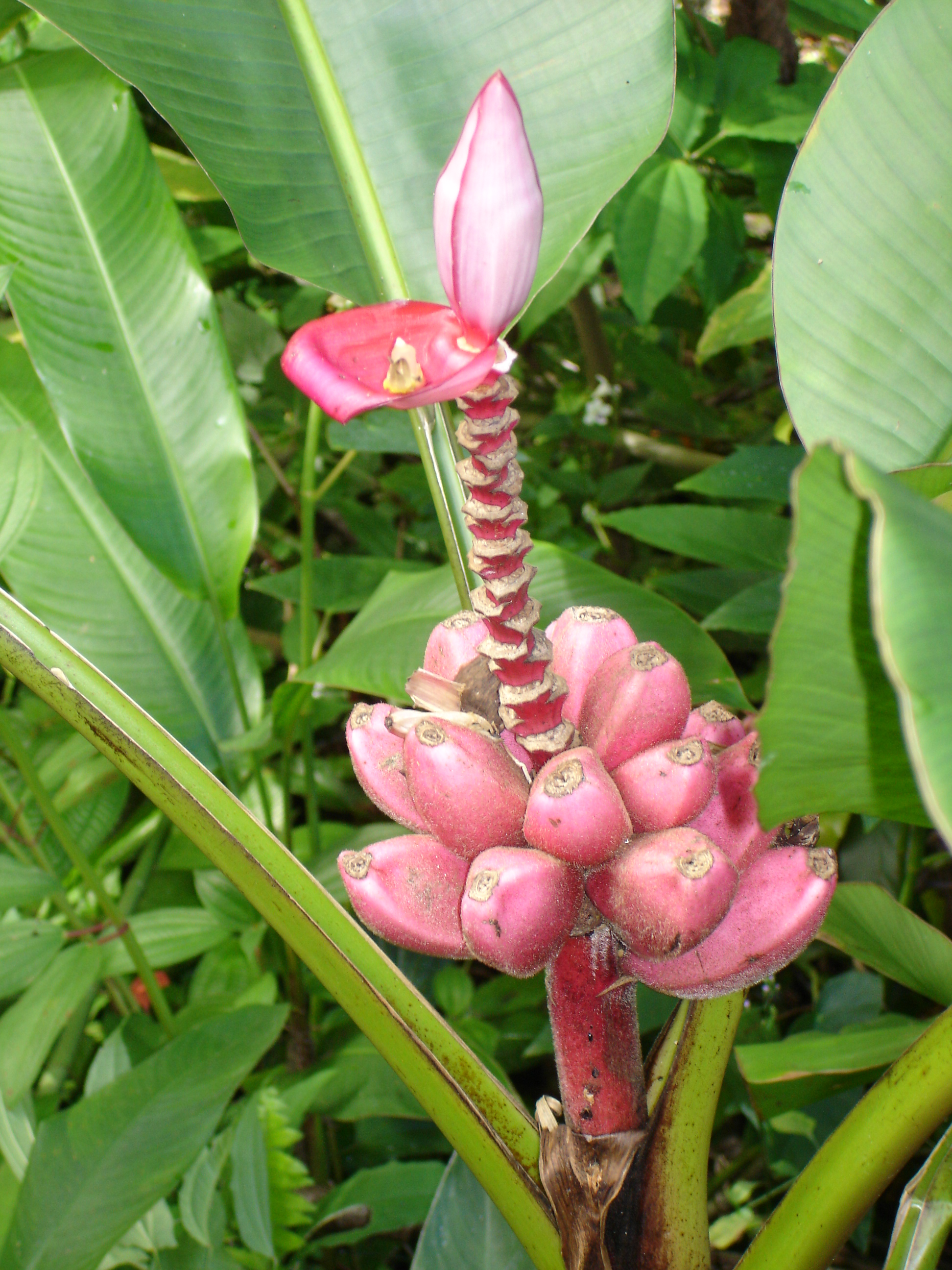
Aufrechter Blütenstand von Musa velutina

### Zierpflanzen
Einige Bananenarten werden, vor allem in tropischen und subtropischen Ländern, als Zierpflanzen verwendet. Darunter sind sowohl Sorten, die über Samen, als auch solche, die vegetativ mittels Ablegern vermehrt werden. Die am weitesten verbreitete Zierpflanze ist Musa ornata, diese wurde schon in europäischen Ziergärten gepflanzt, bevor sie wissenschaftlich beschrieben war. Während Zierbananen in tropischen Klimaten rund ums Jahr wachsen und blühen, legen sie in subtropischen und warmtemperaten (mediterranen) Klimaten im Winter eine Dormanzphase ein. Es existieren moderat frostharte Sorten, die auch im Freiland ohne besonderen Schutz im Boden überwintern und im Folgejahr neu austreiben. Eine bekannte „winterharte“ Bananenart ist die Japanische Faserbanane (Musa basjoo); von ihr sind mehrere Sorten mit verbesserter Frostresistenz gezüchtet worden.

### Krankheiten und Sorten
Anfang des 20. Jahrhunderts waren Anbauregionen von der Panamakrankheit betroffen. Der Pilz Fusarium oxysporum f. sp. cubense, Stamm TR1 (= tropical race 1), der jahrelang im Boden ausdauert, drang in die Wurzeln ein. Um 1960 wurde von der Sorte Gros Michel breit auf die widerstandsfähigere Cavendish umgestellt. Eine neue Variante des Pilzes – TR4 – wurde in mehreren Untervarianten in den 1990ern in Südostasien entdeckt und breitete sich auch auf Afrika und den Nahen Osten aus. Inzwischen tritt der Pilz fast weltweit, in allen größeren Anbaugebieten, darunter Malaysia, Indonesien, Thailand, Indien, China und den Philippinen, und damit in den größten Anbaugebieten weltweit, auf. Varianten kommen auch in subtropischen Anbaugebieten vor. Nun wird angestrebt, die Cavendish-Monokulturen durch neue Sorten zu ersetzen, um die massive Verbreitung einer Krankheit in Zukunft zu erschweren. Keine der bisher registrierten Sorten dürfte dafür in Frage kommen.
An der KU Leuven existiert eine Gendatenbank mit derzeit über 1530 Bananensorten. Hierdurch wird sichergestellt, dass diese verschiedenen Sorten für zukünftige Generationen erhalten bleiben.

### Elektrochemie
Die sogenannte Bananatrode ist ein elektrochemischer Biosensor für Dopamin auf der Basis von Bananengewebe.

## Etymologie
Das Wort Banane gelangte über das portugiesische banana ins Deutsche. Es stammt ursprünglich aus einer westafrikanischen Sprache, vermutlich aus dem Wolof. Die Banane bekam ihren wissenschaftlichen Namen, als der Botaniker Carl von Linné 1753 die Flora der Welt klassifizierte. Er nannte die Banane unter Verwendung der arabisch-persischen Bezeichnung موز / mauz für die Frucht Musa paradisiaca (für die Kochbanane) bzw. Musa sapientium (für die Dessertbanane)→ Musa Cliffortiana.

## Systematik
Die Gattung Musa wurde 1753 durch Carl von Linné in Species Plantarum, 2, S. 1043 aufgestellt. Als Lectotypusart wurde 1763 Musa paradisiaca L. durch Michel Adanson in Familles des plantes, 1. Auflage, Band 2, S. 525, 580 festgelegt.

### Sektionen und Arten
Die Einteilung der Gattung Musa in Sektionen hat sich wiederholt gewandelt. Nach Wong et al. 2002 wird die Gattung Musa in die drei Sektionen Musa, Callimusa und Ingentimusa eingeteilt; sie stellten die Arten der Sektion Rhodochlamys in die Sektion Musa und die der Sektion Australimusa in Callimusa. Markku Häkkinen stellte 2013 auch Ingentimusa in Callimusa; somit sind es nur noch zwei Sektionen, die sich beispielsweise in der Chromosomengrundzahl x = 11 und x = 10 unterscheiden.
Die Gattung Musa wird seither nur noch in die zwei Sektionen Musa und Callimusa gegliedert und enthält etwa 83 Arten und einige Unterarten bzw. Varietäten.
| Sektion Musa |
| --- |
| In diese Sektion werden auch die Arten der früher gesondert betrachteten Sektion Rhodochlamys gestellt. |
| Die Chromosomengrundzahl beträgt x=11. |
| Sie enthält etwa 34 Arten (hier mit ihren Verbreitungsgebieten): |
| - Musa acuminata Colla (inkl. Musa tomentosa Warb. ex K.Schum.): Sie kommt ursprünglich in sieben Unterarten und drei Varietäten im tropischen und subtropischen Asien vor. Sie ist weltweit (vor allem durch Kultivation) verbreitet. - Musa aurantiaca G.Mann ex Baker: Sie kommt in drei Varietäten vom nördlichen Assam bis nördlichen Myanmar vor. - Musa balbisiana Colla: Sie kommt in sieben Varietäten im tropischen und subtropischen Asien vor. - Musa basjoo Siebold & Zucc., Japanische Faserbanane: Sie kommt in drei Varietäten ursprünglich nur im südlichen China vor. - Musa celebica Warb. ex K.Schum.: Sie kommt nur im nördlichen Sulawesi vor. - Musa cheesmanii N.W.Simmonds: Sie kommt von Arunachal Pradesh bis Assam vor. - Musa chunii Häkkinen: Sie kommt nur in Yunnan vor. - Musa flaviflora N.W.Simmonds: Sie gedeiht im Unterholz immergrüner Wälder im indischen Assam, Nagaland, Manipur sowie Meghalaya und Arunachal Pradesh. - Musa griersonii Noltie: Sie kommt nur im südlichen Bhutan vor. - Musa insularimontana Hayata: Dieser seltene Endemit kommt nur im südöstlichen Teil der taiwanischen Insel Lan Yü vor. - Musa itinerans Cheesman: Sie kommt mit 10 Varietäten von Assam bis Taiwan und in Indochina vor. - Musa kattuvazhana K.C.Jacob: Sie kommt im südwestlichen Indien und vom südlichen Yunnan bis Indochina vor. - Musa lanceolata Warb. ex K.Schum.: Sie kommt nur auf Sulawesi vor. - Musa mannii H.Wendl. ex Baker: Sie kommt in zwei Varietäten in Arunachal Pradesh vor. - Musa nagensium Prain: Sie kommt von Assam bis ins westliche Yunnan vor. - Musa nanensis Swangpol & Traiperm: Kommt in Thailand vor. - Musa ochracea K.Sheph.: Sie kommt nur in Assam vor. - Musa ornata Roxb.: Sie kommt vom östlichen Himalaya bis Myanmar vor. - Musa rosea Baker: Sie kommt nur in Kambodscha vor. - Musa rubinea Häkkinen & C.H.Teo: Sie kommt nur im westlichen Yunnan vor. - Musa rubra Wall. ex Kurz (Syn.: Musa laterita Cheesman): Sie kommt von Assam bis ins nördliche Thailand vor. - Musa sanguinea Hook.f.: Sie kommt vom südöstlichen Tibet bis Assam vor. - Musa schizocarpa N.W.Simmonds: Sie kommt nur in Neuguinea vor. - Musa shankarii Subba Rao & Kumari: Sie kommt nur im indischen Andhra Pradesh vor. - Musa siamensis Häkkinen & Rich.H.Wallace: Sie kommt nur in Thailand vor. - Musa sikkimensis Kurz: Sie kommt in zwei Varietäten von Sikkim bis ins nördliche Myanmar vor. - Musa thomsonii (King ex Baker) A.M.Cowan & Cowan: Sie kommt von Sikkim bis Yunnan vor. - Musa tonkinensis R.V.Valmayor et al.: Sie kommt nur im nördlichen Vietnam vor. - Musa velutina H.Wendl. & Drude: Sie wird als Zierpflanze verwendet und auch Kenia-Banane genannt. Die Heimat ist Assam bis zum östlichen Himalaja. - Musa yamiensis C.L.Yeh & J.H.Chen: Dieser Endemit kommt nur auf der taiwanischen Insel Lan Yü vor. - Musa yunnanensis Häkkinen & H.Wang: Die 2007 erstbeschriebene Art kommt nur in Yunnan vor. - Musa zaifui Häkkinen & H.Wang: Die 2008 erstbeschriebene Art kommt nur in Yunnan vor. |

| Sektion Callimusa |
| --- |
| Die Chromosomengrundzahl beträgt x=10. |
| In diese Sektion werden auch die Arten der früher gesondert betrachteten Sektionen Australimusa und Ingentimusa gestellt. |
| Sie enthält etwa 37 Arten (hier mit ihren Verbreitungsgebieten): |
| - Musa arfakiana Argent: Die 2010 erstbeschriebenen Art ist im westlichen Papua-Neuguinea beheimatet. - Musa azizii Häkkinen: Sie kommt nur in Sarawak vor. - Musa barioensis Häkkinen: Sie kommt nur in Sarawak vor. - Musa bauensis Häkkinen & Meekiong: Sie kommt nur in Sarawak vor. - Musa beccarii N.W.Simmonds Sie kommt in zwei Varietäten im nördlichen Borneo vor: - Musa beccarii var. beccarii: Sie kommt in Sabah vor. - Musa beccarii var. hottana Häkkinen: Sie kommt in Sabah vor. - Musa boman Argent: Sie kommt in Neuguinea vor. - Musa borneensis Becc.: Sie kommt in sieben Varietäten von Borneo bis Sulawesi vor. - Musa bukensis Argent: Sie kommt auf den Salomonen vor. - Musa campestris Becc.: Sie kommt in sechs Varietäten in Borneo vor. - Musa coccinea Andrews: Ihre Heimat ist Vietnam und die chinesischen Provinzen Guangdong, Guangxi sowie südöstliches Yunnan. Es wird vermutet, dass die ursprünglichen chinesischen Populationen erloschen sind. Sie wird als Zierpflanze verwendet und dann Scharlachrote Banane genannt. - Musa exotica R.V.Valmayor: Sie ist in Vietnam heimisch und wird dort „Chuoi Rung Hoa Do“ genannt. - Musa fitzalanii F.Muell.: Sie ist nur von der Erstaufsammlung im nordöstlichen Queensland bekannt und gilt als ausgestorben. - Musa gracilis Holttum: Sie ist auf der Malaiischen Halbinsel heimisch. - Musa haekkinenii N.S.Lý & Haev.: Die 2012 erstbeschriebene Art ist in Vietnam heimisch. - Musa hirta Becc.: Sie kommt in Sarawak vor. - Musa ingens N.W.Simmonds: Sie ist in Neuguinea beheimatet. - Musa jackeyi W.Hill: Sie kommt im nordöstlichen Queensland vor. - Musa johnsii Argent: Sie kommt im westlichen Neuguinea vor. - Musa juwiniana Meekiong, Ipor & Tawan: Sie kommt nur in Sarawak vor. - Musa lawitiensis Nasution & Supard.: Sie kommt auf Borneo vor. - Musa lokok Geri & Ng: Sie kommt in Sarawak vor. - Musa lolodensis Cheesman: Sie kommt von den Molukken bis Neuguinea vor. - Musa lutea R.V.Valmayor et al.: Sie kommt im nördlichen Vietnam vor. - Musa maclayi F.Muell. ex Mikl.-Maclay: Sie kommt in zwei Unterarten und zwei Varietäten in Neuguinea, im Bismarck-Archipel und auf den Salomonen vor. - Musa monticola M.Hotta ex Argent: Sie kommt in Sabah vor. - Musa muluensis M.Hotta: Sie kommt in Sarawak vor. - Musa paracoccinea A.Z.Liu & D.Z.Li: Sie kommt im südlichen Yunnan vor. - Musa peekelii Lauterb.: Sie kommt in zwei Unterarten vom östlichen Neuguinea bis zum Bismarck-Archipel vor. - Musa sakaiana Meekiong, Ipor & Tawan: Sie kommt nur in Sarawak vor. - Musa salaccensis Zoll. ex Backer: Sie kommt von Sumatra bis zum westlichen Java vor. - Musa splendida A.Chev.: Sie kommt von Guangxi bis ins nördliche Vietnam vor. - Musa textilis Née: Abacá, Faserbanane, Manilahanf. Sie ist auf den Philippinen heimisch. - Fe'i Banane (Musa troglodytarum L.): Sie ist in Neuguinea und Neukaledonien heimisch. - Musa tuberculata M.Hotta: Sie kommt auf Borneo vor. - Musa violascens Ridl.: Sie kommt auf der Malaiischen Halbinsel vor. - Musa viridis R.V.Valmayor, L.D.Danh & Häkkinen: Die 2004 erstbeschriebene Art kommt im nördlichen Vietnam vor. - Musa voonii Häkkinen: Sie kommt in Sarawak vor. |

| Ohne Zuordnung zu einer Sektion (13 Arten): |
| --- |
| - Musa argentii Gogoi & Borah: Die 2014 erstbeschriebene Art kommt in Arunachal Pradesh vor. - Musa arunachalensis A.Joe, Sreejith & M.Sabu: Die 2013 erstbeschriebene Art kommt in Arunachal Pradesh vor. - Musa corneri Holttum: Die 2012 erstbeschriebene Art kommt auf der Malaiischen Halbinsel vor. - Musa cylindrica A.Joe, Sreejith & M.Sabu: Die 2014 erstbeschriebene Art kommt in Assam vor. - Musa kamengensis Gogoi & Häkkinen: Die 2013 erstbeschriebene Art kommt in Arunachal Pradesh vor. - Musa markkuana (M.Sabu, A.Joe & Sreejith) Hareesh, A.Joe & M.Sabu: Sie kommt von Arunachal Pradesh bis Myanmar vor. - Musa markkui Gogoi & Borah: Die 2013 erstbeschriebene Art kommt in Arunachal Pradesh vor. - Musa nagalandiana S.Dey & Gogoi: Die 2014 erstbeschriebene Art kommt in Assam vor. - Musa puspanjaliae Gogoi & Häkkinen: Die 2013 erstbeschriebene Art kommt in Arunachal Pradesh vor. - Musa rubida Holttum: Die 2012 erstbeschriebene Art kommt auf der Malaiischen Halbinsel vor. - Musa ruiliensis W.N.Chen, Häkkinen & X.J.Ge: Die 2014 erstbeschriebene Art kommt in Yunnan vor. - Musa sabuana K.Prasad, A.Joe, Bheem. & B.R.P.Rao: Die 2013 erstbeschriebene Art kommt auf den Andamanen und Nikobaren vor. - Musa serpentina Swangpol & Somana: Die 2011 erstbeschriebene Art kommt im nördlichen Thailand vor. |

### Hybriden
Es gibt einige Hybriden, beispielsweise:
- Musa × alinsanaya R.V.Valmayor, eine Hybride von Musa acuminata subsp. banksii × M. textilis auf den Philippinen.[1]
- Musa × paradisiaca L., Dessertbanane: Wohl entstanden durch Kreuzung aus Musa acuminata und Musa balbisiana. Sie dürfte die weltweit meistangebaute Art sein. Sie ist in Malaysia und auf den Philippinen heimisch.[1]

## Film
- Billig. Billiger. Banane. Ein Lebensmittel wird verramscht. Dokumentarfilm, Deutschland, 2013, 29 Min., Buch und Regie: Sarah Zierul, Produktion: WDR, Reihe: tag7, Erstsendung: 3. Juni 2013 bei ARD, Inhaltsangabe mit Video-Ausschnitt und Filmbilder (Memento vom 30. Juni 2013 im Internet Archive) vom WDR.
- Ranga Yogeshwar: Krummes Ding – Was uns die Banane über die Welt verrät, WDR Quarks & Co vom 5. Januar 2016